# 朱慈炯
朱 慈炯（しゅ じけい、崇禎5年8月15日（1632年9月28日） - 崇禎17年（1644年）?）は、明末期の皇族。崇禎帝の三男で生母は周皇后。
崇禎5年8月15日（1632年9月28日）に生まれ、崇禎14年（1640年）に父より定王に封じられる。しかし李自成の反乱で北京が落とされた際に行方不明になった。崇禎帝が自殺する際に殺されたとも、反乱軍に殺されたともいわれた。後に南明において定哀王と諡された。

## 僭称者の出現あるいは明滅亡時死亡説への疑義
康熙18年（1678年）、湖南新化で安親王ヨロ（多羅饒餘郡王アバタイ子）が、一人の僧を捕虜にした。法廷で、僧は定王を自称し、崇禎帝の宮中の事情を詳しく述べた。その後、康熙帝は「定王は混乱から逃れ出ることができず、少年時に死亡した」と断定した。僧は処刑された。